# Já, Victor
Já, Victor (v anglickém originále Love, Victor) je americký televizní seriál od tvůrců Isaaca Aptakera a Elizabethy Bergerové, jenž volně navazuje na film Já, Simon z roku 2018. Seriál měl premiéru 17. června 2020 na streamovací službě Hulu. Producentem je společnost 20th Television a showrunnery Aptaker a Bergerová.
Příběh se odehrává na střední škole v Atlantě, kam nastupuje v polovině roku student Victor. V hlavních rolích se objevili Michael Cimino jako Victor a George Sear, Rachel Hilson, Bebe Wood, Anthony Turpel, Isabella Ferreira, Ana Ortiz, James Martinez, Mason Gooding a Mateo Fernandez. Nick Robinson, jenž ztvárnil hlavní roli Simona v původním filmu, se také objevil v seriálu. Druhá řada měla premiéru 11. června 2021 a třetí řada, jež je zároveň poslední řadou seriálu, 15. června 2022.

## Synopse
16letý Victor Salazar se spolu se svou rodinou přestěhuje z Texasu do Atlanty. Na novou školu Creekwood High School nastupuje v polovině školního roku. Kromě vztahů s novými spolužáky a problémy v rodině se musí vyrovnat se svou sexuální orientací. Rady ohledně jeho pocitů ke spolužačce Mie a Benjimu hledá u Simona Spiera, který se na stejné škole vyoutoval několik let před ním.

## Příběh

### První řada
Do městečka Creekwood nedaleko Atlanty se nastěhuje rodina teenagera Victora Salazara (Michael Cimino) společně s matkou Isabelou (Ana Ortiz), otcem Armandem (James Martinez), introvertní sestrou Pilar (Isabella Ferreira) a malým bratrem Adrianem (Mateo Fernandez). Ihned při přistěhovaní poznává zajímavého a hyperaktivního teenagera Felixe (Anthony Tupei), který se tak stane pro Victora průvodcem po Creekwood High School. Victor se seznamuje s novými spolužáky: Miou (Rachel Naomi Hilson), populární Lake (Bebe Wood) a pohledným gayem Benjim (Geogre Sear). Ihned, jak potká VIctor Benjiho na chodbě ve škole, tak se do něho zamiluje. Začíná si psát přes sociální sítě také s bývalým studentem Simonem Spierem, který prožil coming out o několik let před ním na stejné střední škole. Simon mu na dálku radí v mnohých situacích a dokonce ho Victor navštíví v New Yorku, kde se smíří se svojí orientací.
Do Victora se zamiluje Mia, která s ním po krátké době začne chodit. Victora však něco táhne k Benjimu, a tak se na jarním plese pokusí získat srdce Benjiho. Benji se po hádce rozejde se svým partnerem Derekem a začne nový vztah s Victorem, když ho políbí venku na lavičce. Vše ovšem náhodou vidí Mia a tím tak vztah mezi nimi končí. Když se Armando, otec Victora, dozví o nevěře své manželky, tak se po dlouhém rozhovoru rozhodnou odstěhovat každý sám do své domácnosti. Victor se svým rodičům i přizná se svojí homosexuální orientací.

### Druhá řada
Victor začíná chodit s Benjim a tajně se schází buď někde venku, ve školním skladu anebo u Benjiho doma. Felix mezitím začíná chodit s Lake a Mia odjíždí na dětský tábor jako instruktorka. Po návratu do školy se však Benji Victora přimět, aby provedl veřejný coming out a očistil tak Miu, která se stala terčem pomluv kvůli rozchodu s Victorem. Ten se později přizná a oficiálně se stávají gay párem. Když se Lucy rozejde s Andrewem (Mason Gooding), tak se začne sbližovat s Miou a začnou spolu chodit.
Victorova matka nemůže přijmout synovu homosexuální orientaci. Proto chodí do kostela, radí se s místním pastorem a nemluví o tomto tématu ani s Victorem. Vše vyvrcholí hádkou mezi Benjim a Isabellou, když Benji odejde a vztah mezi Benjim a Victorem zdá ztracený. Isabella se po delší době smíří s Victorovou orientací a snaží se krizi vyřešit. Když má otec Miy a jeho partnerka svatbu, kam jsou pozváni i Benji s Victorem, tak není Benji k nalezení, a tak jeho místo zaujímá Victorův kamarád Rahim, který je taky gay. Benji na jejich svatbu nakonec přijde a při pohledu na tancující kluky se otočí a uteče. Rahim se rozhodne vyjádřit city, které k Victorovi chová a vše končí otevřeným koncem, který se ukáže až ve třetí řadě.

## Obsazení

### Hlavní role
| Michael Cimino      | Victor Salazar                       |
| Rachel Naomi Hilson | Mia Brooks, Victorova kamarádka      |
| Anthony Turpel      | Felix Westen, Viktorův soused        |
| Bebe Wood           | Lake Meriwether, Victorova kamarádka |
| Mason Gooding       | Andrew, školní trenér                |
| George Sear         | Benji Campbell, Viktorův spolužák    |
| Isabella Ferreira   | Pilar Salazar, Victorova sestra      |
| Mateo Fernandez     | Adrian Salazar, Victorův bratr       |
| James Martinez      | Armando Salazar, Victorův otec       |
| Ana Ortiz           | Isabel Salazar, Victorova matka      |
| Nick Robinson       | Simon Spier (hlas)                   |

### Vedlejší role
| Mekhi Phifer   | Harold Brooks                      |
| Sophia Bush    | Veronica                           |
| Charlie Hall   | Kieran                             |
| AJ Carr        | Teddy                              |
| Lukas Gage     | Derek (1. řada; 2. řada hostující) |
| Betsy Brandt   | Dawn Westen (2. řada)              |
| Ava Capri      | Lucy (2. řada)                     |
| Anthony Keyvan | Rahim (2. řada)                    |
| Julie Benz     | Shelby (2. řada)                   |
| Nico Greetham  | Nick (3. řada)                     |
| Tyler Lofton   | Connor (3. řada)                   |

## Seznam dílů

### První řada (2020)
| Č. v seriálu | Č. v řadě | Původní název                | Český název                    | Režie          | Scénář                           | Premiéra v USA  | Premiéra v ČR   |
| ------------ | --------- | ---------------------------- | ------------------------------ | -------------- | -------------------------------- | --------------- | --------------- |
| 1            | 1         | Welcome to Creekwood         | Vítej v Creekwoodu             | Amy York Rubin | Isaac Aptaker a Elizabeth Berger | 17. června 2020 | 14. června 2022 |
| 2            | 2         | Stoplight Party              | První párty                    | Jason Ensler   | Brian Tanen                      | 17. června 2020 | 14. června 2022 |
| 3            | 3         | Battle of the Bands          | Souboj kapel                   | Pilar Boehm    | Jen Braeden                      | 17. června 2020 | 14. června 2022 |
| 4            | 4         | The Truth Hurts              | Pravda bolí                    | Michael Lennox | Marcos Luevanos                  | 17. června 2020 | 14. června 2022 |
| 5            | 5         | Sweet Sixteen                | Sladkých šestnáct              | Anne Fletcher  | Sheila Lawrence                  | 17. června 2020 | 14. června 2022 |
| 6            | 6         | Creekwood Nights             | Creekwoodské noci              | Anu Valia      | David Smithyman                  | 17. června 2020 | 14. června 2022 |
| 7            | 7         | What Happens In Willacoochee | Co se stalo ve Willacoochee... | Jay Karas      | Danny Fernandez                  | 17. června 2020 | 14. června 2022 |
| 8            | 8         | Boy's Trip                   | Klučičí výlet                  | Todd Holland   | Brian Tanen                      | 17. června 2020 | 14. června 2022 |
| 9            | 9         | Who the Hell is B            | Kdo je sakra B?                | Rebecca Asher  | Jeremy Roth a Jess Pineda        | 17. června 2020 | 14. června 2022 |
| 10           | 10        | Spring Fling                 | Jarní slavnost                 | Jason Ensler   | Jillian Moreno                   | 17. června 2020 | 14. června 2022 |

### Druhá řada (2021)
| Č. v seriálu | Č. v řadě | Původní název          | Český název             | Režie                 | Scénář                           | Premiéra v USA  | Premiéra v ČR   |
| ------------ | --------- | ---------------------- | ----------------------- | --------------------- | -------------------------------- | --------------- | --------------- |
| 11           | 1         | Perfect Summer Bubble  | Perfektní letní bublina | Jason Ensler          | Isaac Aptaker a Elizabeth Berger | 11. června 2021 | 14. června 2022 |
| 12           | 2         | Day One, Take Two      | Den první, pokus druhý  | Alex Hardcastle       | Brian Tanen                      | 11. června 2021 | 14. června 2022 |
| 13           | 3         | There's No Gay in Team | V týmu není žádný gay   | Alex Hardcastle       | JC Lee                           | 11. června 2021 | 14. června 2022 |
| 14           | 4         | The Sex Cabin          | Muchlovací chata        | Jason Ensler          | Jillian Moreno a Alex Freund     | 11. června 2021 | 14. června 2022 |
| 15           | 5         | Gay Gay                | Gay Gay                 | Kristin Windell       | Marcos Luevanos                  | 11. června 2021 | 14. června 2022 |
| 16           | 6         | Sincerely, Rahim       | S pozdravem, Rahim      | Sarah Boyd            | Michelle Lirtzman                | 11. června 2021 | 14. června 2022 |
| 17           | 7         | Table for Four         | Stůl pro čtyři          | Satya Bhabha          | Jeremy Roth                      | 11. června 2021 | 14. června 2022 |
| 18           | 8         | The Morning After      | Ráno poté               | Natalia Leite         | Sarah LaBrie                     | 11. června 2021 | 14. června 2022 |
| 19           | 9         | Victor's Day Off       | Victorův volný den      | Kevin Rodney Sullivan | Brian Tanen                      | 11. června 2021 | 14. června 2022 |
| 20           | 10        | Close Your Eyes        | Zavři oči               | Jason Ensler          | Isaac Aptaker a Elizabeth Berger | 11. června 2021 | 14. června 2022 |

### Třetí řada (2022)
| Č. v seriálu | Č. v řadě | Původní název                | Český název                   | Režie           | Scénář                           | Premiéra v USA  | Premiéra v ČR   |
| ------------ | --------- | ---------------------------- | ----------------------------- | --------------- | -------------------------------- | --------------- | --------------- |
| 21           | 1         | It's You                     | Vybírám si tebe               | Jason Ensler    | Brian Tanen                      | 15. června 2022 | 15. června 2022 |
| 22           | 2         | Fast Times at Creekwood High | Rychlé tempo v Creekwood High | Melissa Kosar   | Marcos Luevanos                  | 15. června 2022 | 15. června 2022 |
| 23           | 3         | The Setup                    | Bouda                         | Steven Canals   | Rick Wiener, Kenny Schwartz      | 15. června 2022 | 15. června 2022 |
| 24           | 4         | You Up?                      | Jdeš do toho?                 | Jason Ensler    | Michelle Lirtzman                | 15. června 2022 | 15. června 2022 |
| 25           | 5         | Lucas and Diego              | Lucas a Diego                 | Randall Winston | Debby Wolfe                      | 15. června 2022 | 15. června 2022 |
| 26           | 6         | Agent of Chaos               | Agent chaosu                  | Jason Ensler    | Nasser Samara                    | 15. června 2022 | 15. června 2022 |
| 27           | 7         | The Gay Award                | Cena pro gaye                 | Natalia Leite   | Alex Freund a Jillian Moreno     | 15. června 2022 | 15. června 2022 |
| 28           | 8         | Brave                        | Odvaha                        | Jason Ensler    | Isaac Aptaker a Elizabeth Berger | 15. června 2022 | 15. června 2022 |

## Produkce

### Vývoj
V dubnu 2019 objednala služba Disney+ u produkční společnosti 20th Century Fox Television nový seriál založený na filmu Já, Simon. Jeho showrunnery se staly scenáristé původního filmu, Isaac Aptaker a Elizabeth Berger. Seriál by se měl zaměřovat na nové postavy a měl by být zasazen ve stejném světě jako film.
V únoru 2020 bylo oznámeno, že seriál ponese název Love, Victor a bude mít premiéru v červnu 2020 na službě Hulu a stane se tak po High Fidelity druhým seriálem přesunutým z Disney+ na Hulu. V dubnu 2020 bylo ohlášeno, že seriál bude zveřejněn 19. června 2020, v červnu však byla jeho premiéra přesunuta na 17. června 2020, aby se služba mohla věnovat Dni nezávislosti černochů. Dne 7. srpna 2020 objednala služba Hulu 10dílnou druhou řadu, která měla premiéru 11. června 2021. Dne 30. července 2021 byla Hulu objednána třetí řada, jež je závěrečnou řadou seriálu.

### Casting
V červnu 2019 byla do role Isabely obsazena herečka Ana Ortiz. V průběhu srpna bylo představeno celé herecké obsazení: Michael Cimino v hlavní roli Victora, James Martinez jako Armando, Isabella Ferreira jako Pilar, Mateo Fernandez jako Adrian, Johnny Sequoyah jako Mia, Bebe Wood jako Lake, George Sear jako Benji, Anthony Turpel jako Felix a Mason Gooding jako Andrew. Bylo také oznámeno, že se producentem a vypravěčem seriálu stane herec Nick Robinson, jenž se objevil v původním filmu. Ke konci měsíce bylo ohlášeno, že herečka Rachel Hilson nahradí v roli Mii Johnny Sequoyah. Důvodem přeobsazení byla změna v kreativním směřování postavy. Dne 23. října 2019 bylo oznámeno, že se v seriálu objeví Sophia Bush v roli Veronicy.
V listopadu 2020 byla do druhé řady seriálu obsazena herečka Betsy Brandt, jež ztvární psychicky nemocnou Felixovu matku. Do druhé řady byli také obsazeni Ava Capri a Anthony Keyvan. Herec Nico Greetham byl do závěrečné řady obsazen v březnu 2022.

### Natáčení
Natáčení seriálu začalo v srpnu 2019 ve městě Los Angeles. Druhá řada se natáčela od 9. listopadu 2020, ta třetí pak od 8. listopadu 2021.

## Vydání
Seriál měl premiéru ve Spojených státech na službě Hulu dne 17. června 2020, tedy o dva dny dříve, než bylo původně plánováno. Celosvětově jej prostřednictvím portálu Star zveřejnila služba Disney+, a to 23. února 2021. Druhá řada měla premiéru 11. června 2021 na Hulu a celosvětově 18. června 2021 na Staru služby Disney+. Na Disney+ byly epizody vydávány v týdenním intervalu. 8dílná třetí a zároveň závěrečná řada seriálu měla premiéru 15. června 2022.